# Rivière Patrick (vattendrag i Kanada, lat 50,95, long -78,85)
Rivière Patrick är ett vattendrag i Kanada.   Det ligger i provinsen Québec, i den östra delen av landet, 700 km norr om huvudstaden Ottawa.
Trakten runt Rivière Patrick består huvudsakligen av våtmarker. Trakten runt Rivière Patrick är nära nog obefolkad, med mindre än två invånare per kvadratkilometer.